# Ali Karaboğa
Ali Karaboğa (ur. 1993) – turecki zapaśnik walczący w stylu wolnym. Ósmy w Pucharze Świata w 2019 roku. 